# Георгий Жуков
Георгий Константѝнович Жу̀ков (на руски: Георгий Константѝнович Жу̀ков, 1 декември 1896, Стрелковка, Калужка област, Русия – 18 юни 1974, Москва) е виден съветски пълководец, маршал на Съветския съюз, началник на Генералния щаб, министър на отбраната на СССР.

## Преди Втората световна война
Роден е в село Стрелковка, близо до Калуга. Баща му, Константин Жуков, бил изоставен в сиропиталище на тримесечна възраст и осиновен от бездетната вдовица Анушка Жукова щом навършил две години. Константин Жуков работил като обущар и земеделец до смъртта си през 1921 г. Майката на Жуков, Устиня Артьомиевна, била физически много силна жена, която работела на полето от пролет до късна есен, когато заминавала да товари и превозва с каруцата си бакалски стоки. Когато Константин и Устиня се оженили, той бил на 50 години, а тя на 35.
През 1907 г., след като завършва трети клас, Жуков заминава за Москва, където е приет за чирак в кожухарската работилница на своя вуйчо Михаил Пилихин. Въпреки тежките условия на труд, Жуков се занимава самостоятелно с изучаване на математика и география, а на тринадесетгодишна възраст постъпва във вечерни общоообразователни курсове и взима диплома за прогимназиално образование. През 1910 г. Жуков вече е старши чирак с трима подчинени чираци, а през 1911 г. става калфа и се изнася на квартира в Москва.

### Първа световна война
Жуков е призован да се яви за военна служба през август 1915 г., след като във връзка с големите загуби на руската армия през май 1915 г., са предсрочно извикани младежите от набор 1896. Жуков служи в 5-и запасен кавалерийски полк, разположен в град Балаклея, Харковска губерния. След подготовка в Савинци, той е включен в състава на 10-и драгунски Новгородски полк. През 1916 г., Жуков е повишен в подофицер и награден с два Георгиевски кръста за храброст – за взимане в плен на немски офицер и за получено нараняване от избухнала мина по време на разузнаване.
След избухването на февруарската революция, Жуков е единодушно избран за председател на ескадронния войнишки комитет. През есента на 1917 г., ескадронът на Жуков е разпуснат, а през ноември той се завръща в Москва. В началото на февуари 1918 г. Жуков заболява от петнист тиф, а през април – от възвратен тиф.

### Гражданска война
Жуков постъпва като доброволец в 4-ти кавалерийски полк на 1-ва Московска кавалерийска дивизия през 1918 г. Според някои там е обучен за танкист от германски специалисти. Първият бой на полка на Жуков е при подстъпите към Шипово, където той е атакуван от близо 800 казаци сражаващи се на страната на белите.
През октомври 1919 г., Жуков участва в боеве от местно значение край Царицин. В боя между Заплавное и Ахтуба, той е ранен в левия крак от ръчна граната и получава едномесечен отпуск, а след това заема длъжността курсант-старшина като спомага и в обучението в щиков бой, физическа и строева подготовка. В средата на юли 1920 г., курсовете са сляти в сборна бригада, която е изпратена на фронта. Бригадата се сражава срещу войските на генерал Улагай, Фостиков и Крижановски. Скоро след това Жуков е назначен за командир на 2-ри ескадрон на 1-ви кавалерийски полк. В края на декември, ескадронът на Жуков участва в разгрома на кулашкото въстание във Воронежка губерния. През пролетта на 1921 г., той взима участие в потушаването на бунта на „антоновщината“ в Тамбовска област, ранен е и получава орден Червено знаме.
След Гражданската война командва кавалерийски полк и бригада. След това е инспектор в кавалерията на РККА, командир на дивизия, армейски корпус и заместник-командващ Запорожкия военен окръг. Командващ е 1-ва армейска група на съветските войски в Монголия.
Ръководи съпротивата срещу японското нашествие в Монголия през лятото на 1939 г., когато провежда операция по обкръжаване и разгромяване на войските на японския генерал Комацубара при река Халхин Гол. За тази операция е награден със званието „герой на Съветския съюз“ и орден „Червено знаме“ на Монголия.
От 1940 г. е командващ на Киевския отделен военен окръг, а от януари до юли 1941 г. е началник на Генералния щаб, заместник на народния комисар (министър по днешнοму) на отбраната на СССР.

## През Втората световна война
Жуков е считан за най-изявения съветски военачалник през Втората световна война, като заема най-високи военни длъжности – едновременно първи заместник на народния комисар на отбраната на СССР и заместник на върховния главнокомандващ. Командва и фронтовете: Резервен, Ленинградски, Западен (едновременно и главнокомандващ на Западното направление), 1-ви украински, 1-ви беларуски.
Ръководи защитата на Ленинград, Сталинград и Москва през 1941 г.; започва първото контранастъпление след битката за Москва. Командва решаващите пробиви при Сталинград (1942), Курск (1943). Той е първият съветски военачалник, удостоен през Втората световна война с военното звание „маршал на Съветския съюз“ (18 януари 1943).
През заключителния етап на войната ръководи освобождаването на Варшава (17 януари 1945) и битката за превземане на столицата Берлин (1945), с което завършва войната.
На 8 май 1945 г. в Карлсхорст (Берлин) маршал Жуков приема от хитлеровия фелдмаршал Вилхелм Кайтел безусловната капитулация на Нацистка Германия. Приема и триумфалния Парад на победата в Москва на 24 юни 1945 г.

## След Втората световна война
Главнокомандващ е на съветската окупационна зона в Германия. Изпада в немилост, обвинен в незаконно присвояване на трофеи, назначен за командващ на Одеския, а после – на Уралския военен окръг.
След смъртта на Сталин (5 март 1953) заедно с Никита Хрушчов отстранява от власт Лаврентий Берия. Министър на отбраната (1955 – 1957); отстранен от длъжност на 26 октомври 1957 г. ставайки неудобен за Никита Хрушчов е освободен заради насърчаването на култ към неговата личност и пенсиониран; по-късно е реабилитиран от Леонид Брежнев – тогава са издадени и неговите мемоари „Спомени и размисли“.

## Критика
Жуков често е критикуван заради това, че хвърля войските в безсмислени челни атаки, давайки многобройни жертви. Нему се приписва от съветската пропаганда циничният цитат: „Бабы опять нарожают“ („Жените пак ще народят“), когато го упреквали, че не му е жал за загиналите войници. Главен негов критик е писателят Виктор Суворов, който в трилогията си „Ледоразбивачът“ и най-вече книгите „Сянката на победата“ и нейното продължение „Взимам си думите назад“ опитва да развенчае митовете за Георгий Жуков. Според него, различните издания на мемоарите на Жуков „Спомени и размисли“ представят изопачена информация и взаимноизключващи се факти в съчетание с комунистическа агитация и пропаганда. Целта на Жуков е да представи РККА, като небоеспособна, лошо въоръжена, и напълно неподготвена за война. Пак според него военното командване изградени от натегачи, а действителните решения се взимат от Политбюро. - твърдение, което не кореспондира със спомените на десетки генерали, маршали и висши офицери. Суворов демонстрира как Жуков изопачава дати, „пренаписва“ събития, а също така уронва авторитата на генералния щаб. Суворов критикува Жуков за остарели тактически разбирания, за приписване на чужди заслуги, както и че той – Жуков – отказва да поеме лична отговорност. Той лично довежда своите заместници, а впоследствие обвинява в некадърност целия генерален щаб, а самия себе си величае. Също така твърди, че не имал как да изложи вижданията си пред Сталин, когато документите сочат обратното. Особено настоятелен е Суворов в „Разгромът“. Относно действията му в Ленинград, Суворов доказва че твърденията на Жуков, как Ворошилов самодейно си е наумил да взриви Ленинград и той – Жуков – го спира не отговарят на истината.
Според Виктор Суворов Жуков погубва:
- 6 механизирани корпуса в района на Дубно, Луц и Ровно през юни 1941 г.
- 1-ви гвардейски кавалерийски корпус и 4-ти въздушнодесантен корпус край Вязма
- самостоятелния въздушнодесантен корпус през 1943 г. в Украйна
- 3-та, 10-а и част от 4-та армии, изнесени по негова заповед край Бялосток в началото на войната през 1941 г.
- 6-а, 12-а, 18-а и 26-а армии в Лвовско-Черновицкия клин
- 29-а, 33-та и 39-а армия в района на Вязма
- 3-та гвардейска танкова армия през есента на 1943 г.
- 1-ва и 2-ра танкова армия в битката за Берлин през 1945 г. и т.н.

Съветският маршал Андрей Ерьоменко също казва, че Жуков може да побеждава само с между 5 и 6 кратно числено превъзходство над противника и гради кариерата си върху кръв. Жуков сам признава в разговор с генерал Айзенхауер, че пращал съветски войници в минните полета, за да спасяват с цената на живота си танковете, въпреки че военната техника е предназначена именно за намаляването на загубите в жива сила.
Въпреки критиките Жуков печели една от най-важните битки във Втората световна война – Сталинградската. Според Виктор Суворов Жуков няма заслуги за пробива и обсадата на 6-а армия под командването на фелдмаршал Фридрих Паулус в Сталинград, защото по това време се е намирал на съвсем друго място – на Западния фронт, където е подготвял поредното кръвопролитно и безрезултатно настъпление – операция Марс. Операцията е проведена през ноември-декември 1942 г. Тогава за 2 седмици съветските войски дават по свои данни над 215 000 души загуби, без да успеят да пробият германската отбрана в района на Ржев и Сичовка, от който Група армии "Център" се изтегля сама организирано на по-удобни за защита позиции през март 1943 година, съкращавайки фронтовата си линия. По време на изтеглянето Вермахта успява да унищожи всичко на изоставените територии, което би могло да се използва от Червената армия – дори бидоните за вода, с които би могло да се пренася гориво.
Това обаче, е отвличаща операция, за да не може германското командване да прехвърли войски към Сталинград. Самото обкръжаване на 6-а армия на Паулус е разработено от Генщаба под кодово наименование „Уран“. Главен инициатор за това е Жуков. А Сталин го изпраща на Западния фронт за два дни да организира и започне отвличащия маньовър.